# David Rees (cantante)
David Benjamin Rees (Málaga, 24 de agosto de 1994) es un cantante español. Alcanzó popularidad gracias a sus covers en su canal de Youtube, donde también publica canciones originales. Una de sus canciones más conocidas es "De ellos aprendí", la cual cuenta con más de 380 millones de reproducciones.
El 26 de junio de 2020  publicó su primer álbum de estudio «Amarillo».

## Biografía
Rees nació en Málaga, España y creció durante gran parte de su vida en Zafra (Badajoz), aunque proviene de familia británica. Desde pequeño siempre estudió música, pero no inicio su carrera artística hasta que empezó a subir versiones a YouTube mientras estudiaba psicología en la Universidad de Salamanca, a donde se mudó a los 18 años.
En 2017 publicó su primera canción original de éxito «Ella y Él (versión estudio)» basada en un libro y en 2018 su primer EP artístico «Ojos», compuesto por tres piezas audiovisuales, además de lanzar de forma independiente sus primeros sencillos, entre ellos «Girasol», acumulando millones de streams. 
La música le ha acompañado desde pequeño. Está formado profesionalmente en flauta travesera y aprendió por su cuenta a tocar el piano, la guitarra y el ukelele.

## Carrera musical
Empezó a subir vídeos de covers a su canal de Youtube en 2010. En 2016, comenzó a compartir canciones originales, algunas de la cuales alcanzaron gran popularidad. También publicaba videos de mash-up, recopilando las mejores canciones del año, o cantando 50 cosas sobre mí. De estos últimos haciendo tres diferentes.
En 2018 publicó un EP llamado Ojos, con tres canciones originales y una versión acústica por su cuenta.
En 2019 publicó su sencillo De ellos aprendí la cual se volvió viral, lanzándolo a la fama y la cual actualmene cuenta con 388 millones de visualizaciones. Poco después publicó su sencillo Un beso. Desde el 3 de julio del 2019 empezó a publicar varios sencillos para su álbum de estudio Amarillo, el cual salió casi un año después, el 26 de junio de 2020 contando con 9 canciones, una de ellas con el artista Lúa.
En ese año, el artista publicó también su primer libro llamado "El Chico del Ukelele".
En el año 2021, David publicó varias colaboraciones, hizo pública su sexualidad con la canción Me Gusta un Chico, y, junto a cinco más (entre ellas Horóscopo), publicó su segundo EP llamado Vacaciones. En el mes de octubre se anunció la publicación de varias canciones, la primera fue Pánico, estrenada el 1 de octubre. La canción se publicó como parte de su tercer EP Escalofrío. El autor indicó en Instagram que la grabación se haría pública el 29 de octubre de 2021. Rees explicó también en Instagram que la grabación iba a ser todo lo contrario a Vacaciones, aunque siguiendo la misma estética minimalista.

## Discografía

### Álbumes de estudio
| Título    | Detalles                                                              |
| --------- | --------------------------------------------------------------------- |
| Amarillo  | - Lanzamiento: 26 de junio de 2020 - Discográfica: Warner Music Spain |
| Culturama | - Lanzamiento: 5 de mayo de 2023 - Discográfica: Autopublicado        |

### EP
| Título     | Detalles                                                                |
| ---------- | ----------------------------------------------------------------------- |
| Ojos       | - Lanzamiento: 13 de mayo de 2018                                       |
| Vacaciones | - Lanzamiento: 9 de junio de 2021 - Discográfica: Warner Music Spain    |
| Escalofrío | - Lanzamiento: 29 de octubre de 2021 - Discográfica: Warner Music Spain |